# سامرتاون، استرالیای جنوبی
سامرتاون (به انگلیسی: Summertown) یک شهرک در استرالیا است که در استرالیای جنوبی واقع شده‌است.